# Hellraiser: Wysłannik piekieł II
Hellraiser: Wysłannik piekieł 2 (ang. Hellbound: Hellraiser II, inne tłum. Powrót z Piekieł II, Wywoływacz piekła 2) – brytyjski horror w reżyserii Tony’ego Randela z roku 1988. Pierwszy sequel Wysłannika piekieł Clive’a Barkera.

## Fabuła
W 1921 roku oficer Brytyjskiego Korpusu Ekspedycyjnego bawi się tajemniczą kostką, z której wychodzą haki na łańcuchach i zostaje przemieniony przez nie w Cenobitę.
W czasach współczesnych przebywająca w szpitalu psychiatrycznym Kirsty Cotton jest wypytywana przez detektywa Ronsona z wydziału zabójstw, który uważa jej opowieści o Cenobitach za traumę z bycia świadkiem masakry w jej domu. Gdy Joey dowiaduje się, że policja zabezpieczyła materac, na którym były zwłoki Julii, błaga ich o zniszczenie obawiając się jej powrotu podobnego do tego Franka.
Właściciel szpitala, doktor Channard jako jedyny wierzy w opowieści dziewczyny i zapoznaje ją z niemą dziewczyną nazywaną przez wszystkich Tiffany która z pasją rozwiązuje układanki. Kirsty ma wizję jak uwięziony w piekle jej ojciec prosi o pomoc. Zwierza się o tym pielęgniarzowi Kyle’owi, a następnie Channardowi i opowiada mu o wszystkich jej przeżyciach związanych z Cenobitami.
W swoim mieszkaniu Channard zdobywa materac, na których była martwa Julia. Przychodzący do niego Kyle spotrzega oprócz materacu notatki związane z opowieściami Kirsty, a także kilka kostek do przyzywania Cenobitów. Ukradkiem widzi jak Channard przyprowadza jednego ze swych pacjentów, Browninga, któremu wydaje się mieć robaki na ciele i kładąc go na materac daje mu brzytwę. Pod wpływem okaleczeń Browninga z materacu wyłania się Julia i zabija go. Zaintrygowany Channard postanawia pomóc Julii w znalezieniu kolejnych ofiar do odzyskania ciała.
Kyle opowiada o tym Kirsty. Ta decyduje się zdobyć kostkę, by odesłać Julię z powrotem do piekła. Kyle mówi jej, że u Channarda widział kostkę i razem się tam udają. Kyle widzi na strychu zwłoki ofiar, gdzie zregenerowana Julia wysysa z niego życie. Tymczasem Julię podczas oglądania notatek Channarda intryguje zdjęcie brytyjskiego oficera i zabiera je. Wkrótce poznaje los Kyle’a i konfrontuje się z Julią, która ją ogłusza. Zaś Channard przyprowadza Tiffany.
Tiffany zostaje wykorzystana do otwarcia kostki i wezwania Cenobitów. Ci chcą wykorzystać ją do swych zamiarów, ale powstrzymuje ich przywódca, mówiąc że kto inny ich wezwał. Oprzytomniała Kirsty wchodzi do piekła chcąc odnaleźć swego ojca. Cenobici dopadają ją i pozwalają na zapoznanie piekła, nim przyjdzie na nią pora. Piekło też zwiedza Tiffany, która przypomina swoją przeszłość. Channard i Julia eksplorują piekło i docierają do jego centrum, gdzie znajduje byt władający piekłem zwany przez Julię Lewiatanem. Julia zdradza Channarda i wbrew jego woli Lewiatan zmienia go w Cenobitę.
Kirsty i Tiffany spotykają się ze sobą  i razem zamierzają wyjść z piekła. Jednak Kirsty widzi drzwi podobne do tych z domu jej ojca. Okazuje się, że to tam jest Frank i to on podstępnie jako jego brat wezwał Kirsty, by była jego towarzyszką. Pojawia się nagle Julia, która z zemsty wyrywa Frankowi serce. Wykorzystują to Kirsty i Tiffany i uciekają Julii, jednak wpadają w pułapkę ssącego korytarza, gdzie czeka na nich Julia. Na szczęście to Julia zostaje wessana i zostaje z niej jedynie skóra oraz dziwny klucz.
Kirsty i Tiffany udaje się znaleźć w szpitalu, który stał się domeną Channarda jako Cenobity zmuszającego pacjentów do układania kostek i poddania ich „operacji”. Pojawiają się też Cenobici chcący wreszcie ciała Kirsty. Ta jednak pokazuje zdjęcie brytyjskiego oficera przywódcy Cenobitów, mówiąc mu że to on. Cenobici przypominają sobie, że kiedyś byli ludźmi. Gdy pojawia się Channard, Cenobici decydują się na walkę z nim, jednak zostają zabici. Na końcu Channard zostawia ich przywódcę przywracając jego ludzką formę. Przywódca daje znak, by dziewczyny bezpiecznie uciekły, a on sam ginie.
Tiffany odzyskawszy mowę decyduje się na powrót do piekła, by dokończyć jedną układankę. Wraz z Kirsty dociera do centrum piekła, ale przeszkadza im w tym Channard. Tiffany przypomina sobie, że Channard zabił jej matkę, by mieć pretekst do eksperymentów nad nią. Channard chce ją „operować”, gdy nagle pojawia się Julia, która go uwodzi. To daje czas Tiffany, by zmienić klucz w kostkę i tym samym zabić Channarda. Pod wpływem energii Tiffany nieomal spada w przepaść, gdy niespodziewanie ratuje ją Julia. W rzeczywistości to Kirsty przebrana w skórę Julii. Dziewczynom udaje się uciec z piekła nim Lewiatan zostaje zniszczony.
Kirsty i Tiffany ze spokojem opuszczają szpital. W opuszczonym mieszkaniu Channarda jeden z tragarzy opróżniających dobytek dostrzega materac Julii i zostaje wessany. Gdy jego współpracownik to widzi, wyłania się pilar z uwięzionymi Cenobitami.

## Obsada
- Ashley Laurence – Kirsty Cotton
- Kenneth Cranham – dr Philip Channard / Cenobita Channard
- Clare Higgins – Julia Cotton
  - Deborah Joel – Julia bez skóry
- Imogen Boorman – Tiffany
- William Hope – Kyle McRae
- Doug Bradley – Główny Cenobita / oficer Brytyjskiego Korpusu Ekspedycyjnego
- Nicholas Vince – Cenobita Chatterer / Cenobia Chatterer II
  - Kevin Cole – Cenobita Chatterer w ludzkiej formie
- Simon Bamford – Cenobita Butterball
- Barbie Wilde – Cenobitka
- Oliver Smith –
  - Browning,
  - Frank bez skóry
- Sean Chapman – Frank Cotton
- Angus McInnes – detektyw Ronson
- Catherine Chevalier – matka Tiffany
- Oliver Parker – tragarz #1
- Ron Travis – tragarz #2

## Nagrody i nominacje
Nagrody Saturn 1990
- Najlepsza muzyka (Christopher Young) - wygrana
- Najlepszy horror - nominacja
- Najlepsza aktorka drugoplanowa (Clare Higgins) - nominacja